# Општина Додешти (Васлуј)
Додешти (рум. Dodeşti) општина је у Румунији у округу Васлуј.
Oпштина се налази на надморској висини од 149 m.

## Становништво

### Хронологија
| Година       | 2004 | 2005 | 2006 | 2007 | 2008 | 2009 | 2010 | 2011 | 2012 | 2013 | 2014 | 2015 | 2016 | 2017 |
| ------------ | ---- | ---- | ---- | ---- | ---- | ---- | ---- | ---- | ---- | ---- | ---- | ---- | ---- | ---- |
| Становништво | 1778 | 1772 | 1768 | 1774 | 1766 | 1780 | 1798 | 1820 | 1813 | 1810 | 1812 | 1798 | 1783 | 1777 |